# Große Uhr
Mit dem Ausdruck Große Uhr (oder Ganze Uhr, Ganzer Zeiger) wird eine Uhr bezeichnet, die den vollen Tag (Tag und Nacht, das Nychthemeron) darstellt.
In Italien wurde mit der Großen Uhr (Italienische Uhr) eine Abgrenzung zur Stundenzählung mit Temporalen Stunden hergestellt, als man begann, nicht mehr für Tag und Nacht getrennt von eins bis zwölf, sondern für den vollen Tag mit Äquinoktialen Stunden von eins bis vierundzwanzig zu zählen.
Die Große Uhr stand im Gegensatz zur später eingeführten Kleinen Uhr (2-mal-12-Stunden-Zählung), die wieder zweimal von eins bis zwölf zählt, aber mit Äquinoktialen Stunden und jeweils mit einem vollen Zeiger-Umlauf.
Der Begriff Große Uhr wird heute auch lediglich für das Zählen von 1 bis 24 gebraucht (standardisierte 24-Stunden-Zählung).
Die ersten Großen Uhren wurden in der Renaissance noch in der Italienischen Stundenzählung ab Sonnenuntergang konstruiert, die von den Arabern tradiert worden war. Diese Stundenzählung wurde nördlich der Alpen auch als Böhmische Stundenzählung bekannt und z. B. an der Prager Uhr verwendet (siehe Abbildung): hier wird der äußere Ring übers Jahr automatisch so eingestellt, dass 24 Böhmische Stunden angezeigt werden.
Die Nürnberger Uhr wurde im Raum ihrer Anwendung auch Große Uhr genannt. Dabei ist zu beachten, dass mit den Nürnberger Stunden die Trennung zwischen Tag und Nacht beibehalten wurde.
|  |  |